# Organy z Garrovillas

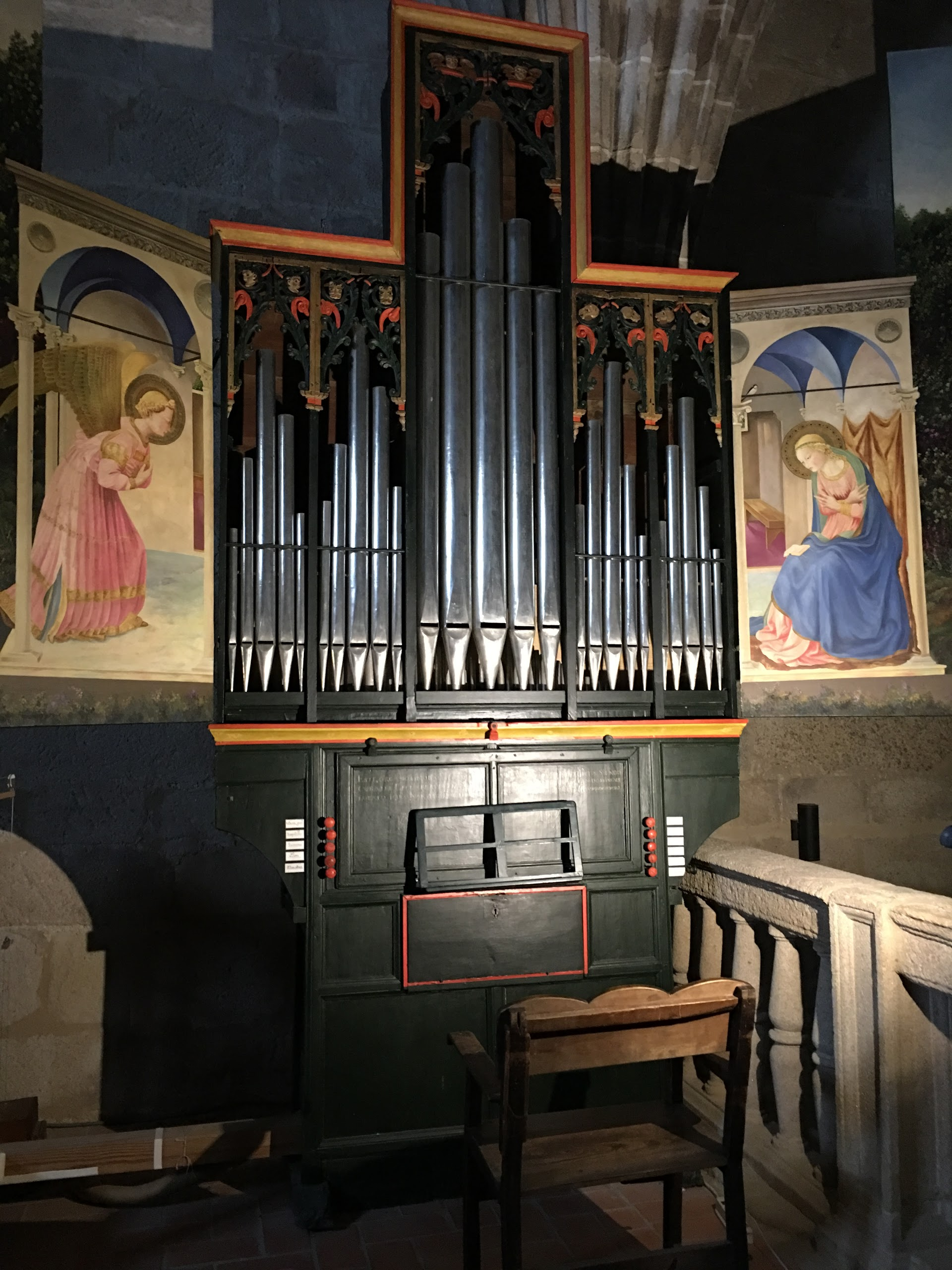

Organy z Garrovillas – 6-głosowe renesansowe organy piszczałkowe z mechaniczną trakturą w kościele Matki Bożej Pocieszenia w miejscowości Garrovillas de Alconétar. Najstarsze w Hiszpanii i jedne z najstarszych w Europie organów wyposażonych w trakturę mechaniczną. Zbudowane w 1578 przez nieznanego organmistrza. Kilkukrotnie restaurowane i modyfikowane. Ostatnia renowacja przeprowadzona była w latach 1987–1990 przez organmistrza Gerarda de Graafa. W 2020 rząd Estremadury uznał je za zabytek kultury, jako jedne z najstarszych organów w Europie.

## Historia
Dokładna data zakończenia budowy instrumentu nie jest znana, ale badacze umiejscawiają ją między zakończeniem budowy kościoła w 1520, a nominowaniem pierwszego organisty – Francisco Díaza – w 1578. Kolejne udokumentowane wydarzenia dotyczące organów to zabiegi konserwacyjne przeprowadzane w 1595 przez Horacio Fabriego – organmistrza Filipa II, w 1615 przez Joana Amadora, i w 1677 przez Juana Amadora Młodszego. Jedna z inskrypcji na szafie organowej głosi, że instrument został odrestaurowany w listopadzie 1893 przez Nicolása de Bernardi i synów. W latach 1987–1990 renowację przeprowadził Gerard de Graaf, wg którego instrument zachował część oryginalnych piszczałek. W 2011 organy zostały rozmontowane, przeniesione na czas remontu chóru, i na powrót zamontowane.

## Charakterystyka
Organy umieszczone są na balkonie chórowym nad głównym wejściem do świątyni, po lewej stronie, pod ścianą. Dwie, umieszczone obok siebie symetrycznie w osi pionowej szafy organowej wiatrownice – lewa i prawa – obsługują odpowiednio piszczałki basowe i sopranowe pięciu podzielonych na dwie części głosów. Szósty głos – Flautado – obsługiwany jest przez osobną wiatrownicę. Instrument ma jeden 42-klawiszowy manuał umieszczony w zamykanej drewnianym pulpitem niszy, w przedniej ścianie cokołu szafy organowej; nie ma klawiatury nożnej. Wszystkie piszczałki głosów Flautado (łącznie z prospektowymi), Octava, Tapadillo oraz kilkanaście z trzech innych, pochodzą z oryginalnego instrumentu z XVI wieku; pozostałe są rekonstrukcjami z 1990.

## Dyspozycja
| Manuał I, strona lewa C–c1                                       | Manuał I, strona prawa c#1–a2                                      |
| ---------------------------------------------------------------- | ------------------------------------------------------------------ |
| Flautado 8′                                                      |                                                                    |
| Octava 4′ Tapadillo 4′ Quincena 2′ Lleno IV–V Diecisetena 1 3/5′ | Octava 4′ Tapadillo 4′ Quincena 2′ Lleno VI–VII Diecisetena 1 3/5′ |